# 丁酸苯乙酯
丁酸苯乙酯，无色或淡黄色有浓玫瑰香的油状液体。折射率1.4880～1.4905。由丁酸与苯乙醇在酸催化下发生酯化而得。用于配制玫瑰香精。